# ルース・エドガー
『ルース・エドガー』（Luce）は2019年のアメリカ合衆国のドラマ映画。監督はジュリアス・オナー、出演はケルヴィン・ハリソン・Jr、オクタヴィア・スペンサー、ナオミ・ワッツ、ティム・ロスなど。過激思想に染まるなど意外な横顔を隠し持つと疑われた優等生の少年の姿を通して米国の理想と現実を描いた社会派サスペンスである。原作はJ・C・リーの戯曲『Luce』。

## ストーリー
エドガー夫妻（ピーターとエイミー）は紛争が続くエリトリアから子供を一人養子に取った。それから10年後、ルース・エドガーは学業とスポーツの両面で優れた成績を収める高校生へと成長した。ルースはその人柄の良さもあって近所の人たちから愛されていた。ルースが通う高校で教鞭を執るハリエットは「ルースの活躍によって、アフリカ系の同級生たちは良い刺激を受けることだろう」と確信していた。そんなある日、ハリエットが宿題を採点していると、ルースの出してきたレポートにフランツ・ファノンにまつわる急進的な思想が見え隠れしていることに気が付いた。ハリエットは「青年には良くあることだ」と思ったが、どうにも不安になったため、ルースのロッカーをチェックすることにした。最悪なことに、ハリエットの嫌な予感は的中してしまったのである。

## キャスト
- ルース・エドガー: ケルヴィン・ハリソン・Jr
- ハリエット・ウィルソン: オクタヴィア・スペンサー
- エイミー・エドガー: ナオミ・ワッツ
- ピーター・エドガー: ティム・ロス
- デショーン・ミークス: ブライアン・ブラッドリー
- ステファニー・キム: アンドレア・バン（英語版）
- ダン・トーソン: ノーバート・レオ・バッツ
- ローズマリー・ウィルソン: マーシャ・ステファニー・ブレイク（英語版）
- ケニー: ノア・ゲイナー
- コーリイ・ジョンソン: オマール・ブランソン

## 製作
2017年11月9日、ナオミ・ワッツ、オクタヴィア・スペンサー、ケルヴィン・ハリソン・Jr、ティム・ロスがジュリアス・オナー監督の新作映画に出演するとの報道があった。12月12日、ブライアン・ブラッドリーがキャスト入りした。

## マーケティング・興行収入
2019年1月27日、本作はサンダンス映画祭でプレミア上映された。30日、ネオンとトピック・スタジオズが本作の全米配給権を獲得したと報じられた。6月4日、本作のオフィシャル・トレイラーが公開された。
2019年8月2日、本作は全米5館で限定公開され、公開初週末に13万2987ドル（1館当たり2万6597ドル）を稼ぎ出し、週末興行収入ランキング初登場20位となった。
当初、本作は2020年5月15日に日本で公開される予定だったが、新型コロナウイルスの流行が拡大していることを受けて、8日、配給元の東京テアトルとキノフィルムズは本作の公開延期を発表した。

## 評価
本作は批評家から絶賛されている。映画批評集積サイトのRotten Tomatoesには162件のレビューがあり、批評家支持率は90%、平均点は10点満点で7.7点となっている。サイト側による批評家の見解の要約は「『ルース・エドガー』は複雑かつ見事なストーリーを展開するために一流の俳優たちを揃えている。同作は観客の思考を喚起するようなやり方でタイムリーなテーマを扱っている。」となっている。また、Metacriticには31件のレビューがあり、加重平均値は72/100となっている。